# Robert Zollinger
Robert Zollinger (* 10. Mai 1858 in Zürich-Riesbach; † 21. Oktober 1939 in Zürich) war ein Schweizer Architekt des Historismus, der vor allem für seine Schulbauten in Zürich Bedeutung erlangt hat und daneben mit einer Reihe von Häusern am Zürichberg das Kurhausareal mitprägte.

## Leben
Über die Ausbildung und frühe Karriere Zollingers sind keine Zeugnisse vorhanden, ab den 1890er-Jahren baute er jedoch in Zürich und wurde Mitte des darauffolgenden Jahrzehnts zu den führenden Architekten Zürichs gezählt, die sich gegen Gustav Gulls Stadtplanung wehrten. Von 1906 bis 1933 war er Mitglied der Kommission und des Ausschusses für Hochbaunomalien des SIA, der für die grundlegenden Normen im schweizerischen Bauwesen verantwortlich war.

## Werke
- Mehrfamilienhaus, Zürich 1892
- Pumpstation, Zürich 1892
- Hotel Sonnenberg, Zürich 1893, Umbau 1908
- Fabrikkomplex Schreiner Kollmann, Zürich 1894
- Wohn- und Geschäftshaus Franceschetti, Zürich 1894
- Geviert Dufourstr./Dahliastr./Höschgasse, Zürich 1895
- Haus Rosenstock, Mehrfamilienhaus mit Schlosserwerkstatt, Zürich 1895
- Wohn- und Geschäftshaus der Christlichen Vereinsbuchhandlung, Zürich 1895
- Mehrfamilienhäuser, Zürich 1896–97
- Wohn- und Geschäftshaus, Zürich 1897
- Villa Rigihof, Zürich 1898
- Bethel-Kapelle, Zürich 1898
- Freie Evangelische Schule Zürich, Zürich 1898
- Elimkapelle, Zürich 1899
- Hotel Zürichberg, Zürich 1899–1901
- Mehrfamilienhaus, Zürich 1902
- Villa Müller, Zürich 1904
- Evangelisches Lehrerseminar, Zürich 1904
- Bircher-Benner-Klinik, Zürich 1903–04
- Chalets Alice und Marguerite, Pensionshäuser auf dem Klinikgelände, Zürich 1906
- Autofabrik Safir, Zürich 1906, 1918 Hallenbauten, 1919 Umbau
- Villa Zollinger, Zürich 1908
- Haushaltungsschule, Zürich 1909
- Primarschulhaus Dorf-Meilen, Meilen 1910
- Haus Weinmann, Zürich 1911
- Einfamilienhaus, Zürich 1911
- Mehrfamilienhaus-Zeile, Zürich 1911–12
- Chalet Wilhelmina, Pensionshaus auf dem Klinikgelände, Zürich 1912
- «Privathaus», Wohnhaus der Familie Bircher-Benner auf dem Klinikgelände, Zürich 1925–26